# Pont d'Inia
Le pont d'Inia (en russe : Ини́нский мост, Ininsky most) est un pont suspendu traversant la rivière Katoun peu avant le village d'Inia. Construit entre 1934 et 1936, son ouverture marque l'achèvement de la route de la Tchouïa, devenant le premier pont suspendu de Russie. Située dans la république de l'Altaï, il fut conçu par Sergueï Tsapline, lui donnant le surnom de pont Tsapline (en russe : Цаплинский мост, Tspalinski most).
À cause du goulag, et des amnisties qui suivirent son achèvement, il est aussi appelé Dembelski, littéralement « démobilisation ». Il est fermé à la circulation avec l'ouverture d'un nouveau pont, et est classé objet patrimonial culturel d'importance régionale en 1989.

## Situation
Le pont est situé dans le sud de la Sibérie, en Russie, dans le centre de la république de l'Altaï, au sein du raïon d'Ongoudaï. Orientée ouest-ouest-nord-est-est-sud, il franchit la rivière Katoun, la principale rivière de la république, qui donne naissance à l'Ob à Biïsk. De son inauguration à sa fermeture, il se situait au 703e km de la route de la Tchouïa.
Le relief au niveau du pont est escarpé. La Katoun parcourt une vallée encaissée profonde, mais qui possède des sortes de plateaux dans la vallée, mais qui sont cependant bien au-dessus de l'altitude de la rivière. Ainsi à Inia, on se trouve le pont, l'altitude du plateau est à environ 760 mètres, tandis que le lit de la rivière est à 707 mètres d'altitude.

## Historique

### Avant le pont

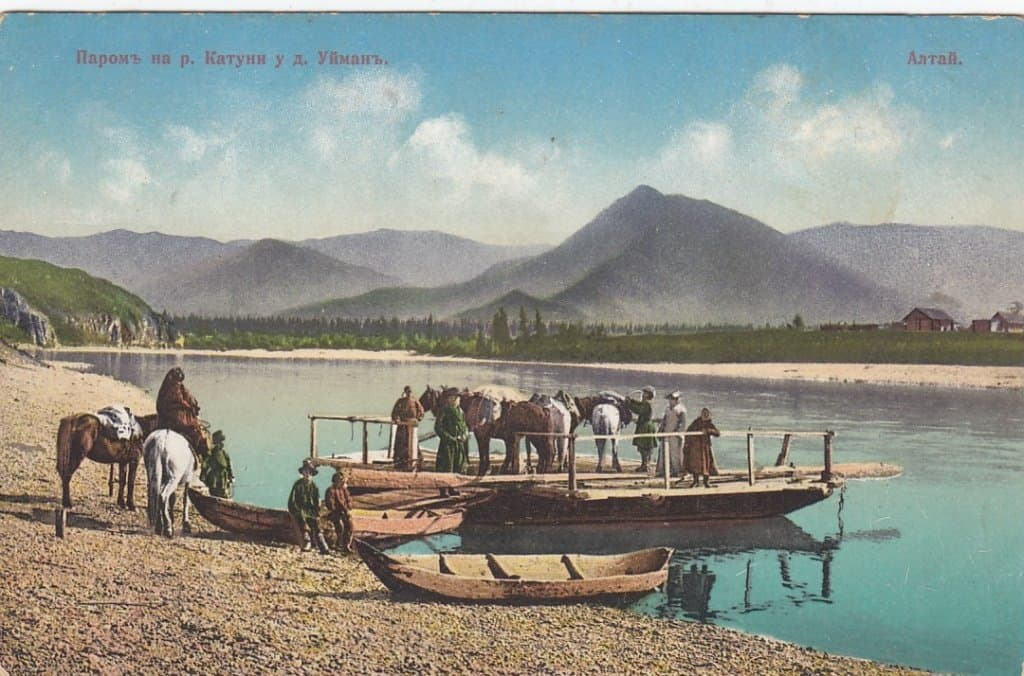
Carte postale montrant une barque à Tchouïozy sur la Katoun avant la construction du pont d'Inya

La vallée de la Katoun est un axe commercial important depuis au moins l'Antiquité. Connue aujourd'hui sons le nom de la route de la Tchouïa, les caravanes, peuples, armées et autres l'ont empruntée au fil du temps. Mais jusqu'au XXe siècle, la Katoun était un obstacle important ; il était nécessaire de la traverser au moyens de bateaux, pirogues, etc. Selon des légendes locales, personne ne pouvait franchir la Katoun, que ce soit les gens ou les dieux.
En 1900, le village d'Inia est fondé sur cet itinéraire, et trois ans plus tard, une liaison en ferry (un bateau/pirogue) est créée sur la Katoun près du village. Auparavant, une traversée existait en ferry un peu plus loin en amont, au niveau de la confluence de la Tchouïa dans la Katoun (actuel village de Tchouïozy). Mais depuis la fin du XIXe siècle, la volonté de construite une route carrossable se fait sentir dans l'Altaï, et les travaux deviennent importants dans les années 1920. En 1922, la route obtient le statut de fédéral. Peu à peu, des ouvrages apparaissent, mais il reste alors un endroit où le ferry est toujours indispensable : Inia.

### La construction
La construction du pont a débuté officiellement en décembre 1934, sous la direction de l'ingénieur-concepteur Sergueï Afanassievitch Tsapline, un ingénieur diplômé de l'Institut des ingénieurs des voies de communication de Leningrad. Mais les travaux s'intensifièrent vraiment à partir du mois suivant, en janvier 1935.
Lors de la construction, les habitants des villages d'Inia, mais aussi des villages voisins de Iodro, Malaïa Ini et Iniouchki, participèrent à la construction. Ils furent principalement employés pour l'exploitation forestière et pour la livraison du bois. Le bois choisi pour la construction fut le mélèze de Sibérie, omniprésent dans la région, grâce à sa solidité.
À cause de l'accès difficile à la zone (à cette époque, le col du Tchike-Taman n'était pas dans des conditions favorables bien qu'existant), presque tous les travaux des matériaux étaient faits dans le village. La construction se déroulait presque 24 heures sur 24.
Par ailleurs, près de 3 000 prisonniers de la 7e division du Siblag du NKVD durent participer à la construction. Sur le plateau de la rive gauche se trouvait un camp, dont certains barbelés sont encore visibles aujourd'hui.
La dernière étape de la construction commença le 16 janvier 1936, avec le début du lançage du tablier. La construction fut achevée au bout de deux mois et demi, le 31 mars 1936. En avril, les essais du pont ont eu lieu, avec le passage de six camions ZiS, chacun avec une cargaison complète variant de 6 à 8 tonnes selon les véhicules, en même temps sur le pont, à vitesse lente, sous les yeux des travailleurs et habitants,.

### De l'inauguration à la fermeture
Le 26 avril 1936, après la signature de l'acte d'acceptation par la commission gouvernementale, l'inauguration du pont a eu lieu. Elle eut lieu en présence des habitants du village, de tous les ouvriers, du concepteur qui prononça un discours et par le secrétaire du comité régional du PCUS. Ce dernier prononça aussi un discours, transmettant « sa gratitude » et ses « salutations » aux travailleurs.
Le 1er mai 1936 le pont a été mis en service, marquant l'achèvement de la route de la Tchouïa.
La construction requit la main d'œuvre du Siblag, avec près de 3 000 prisonniers, sans pour autant savoir le pourcentage de ces travailleurs dans le nombre total des travailleurs, ce nombre étant inconnu. Le travail sur le chantier fut si difficile que tous les prisonniers furent amnistiés une fois le pont construit. Encore aujourd'hui, les locaux peuvent appeler le pont « Dembelski », soit littéralement « [pont de la] démobilisation ». Les autorités ne cachèrent pas cette amnistie, et la construction du pont devint un objet de propagande, en illustrant les travailleurs comme des stakhanovistes.
Sur le chemin le long de la route de la Tchouïa, un véhicule avec des travailleurs amnistiés partant de l'Altaï est tombé d'une falaise, entraînant la mort de 27 personnes, seuls morts enregistrés officiellement du chantier.
En 1937, pour le Xe Congrès du Komsomol, le pont fut pris en photographies pour être présenté au Congrès.
En septembre 1970, la construction d'un nouveau pont en béton armé pour la route a été achevée, et le pont a été en conséquence fermé à la circulation. Son service dura ainsi 34 ans.

## Caractéristiques et protection
Ce pont, qui mesure au total 142 mètres, est un pont suspendu, tenu par deux câbles, le premier pont de ce type en Russie. Il possède deux pylônes, avec une portée principale de 100 mètres. Les pylônes du pont, faits en béton armé, ont une hauteur de 21 mètres. C'est aussi le premier pont de Russie à utiliser du béton armé pour des pylônes de pont suspendu/à haubans. Les câbles du pont sont tirés au-dessus des pylônes et fixées dans des plaques d'ancrage,.
Le pont est conçu pour le passage de deux véhicules de 8 tonnes, soit 16 tonnes au total. Deux véhicules pas large peuvent se croiser, sinon un des deux doit attendre que l'autre passe. Le pont est en mélèzes. La hauteur du pont est de 30 mètres au-dessus de la rivière.
En 1989 ou en 1994,, le pont fut marqué comme objet patrimonial culturel d'importance régionale. Pour autant, il est dans un état déplorable, et aucun fond n'est alloué pour le maintenir ou le restaurer. Il est possible d'y accéder à pied via les anciens tracé de la route, mais y marcher est dangereux à cause de l'état.

## Photographies du pont

Vue panoramique du pont dans la vallée.

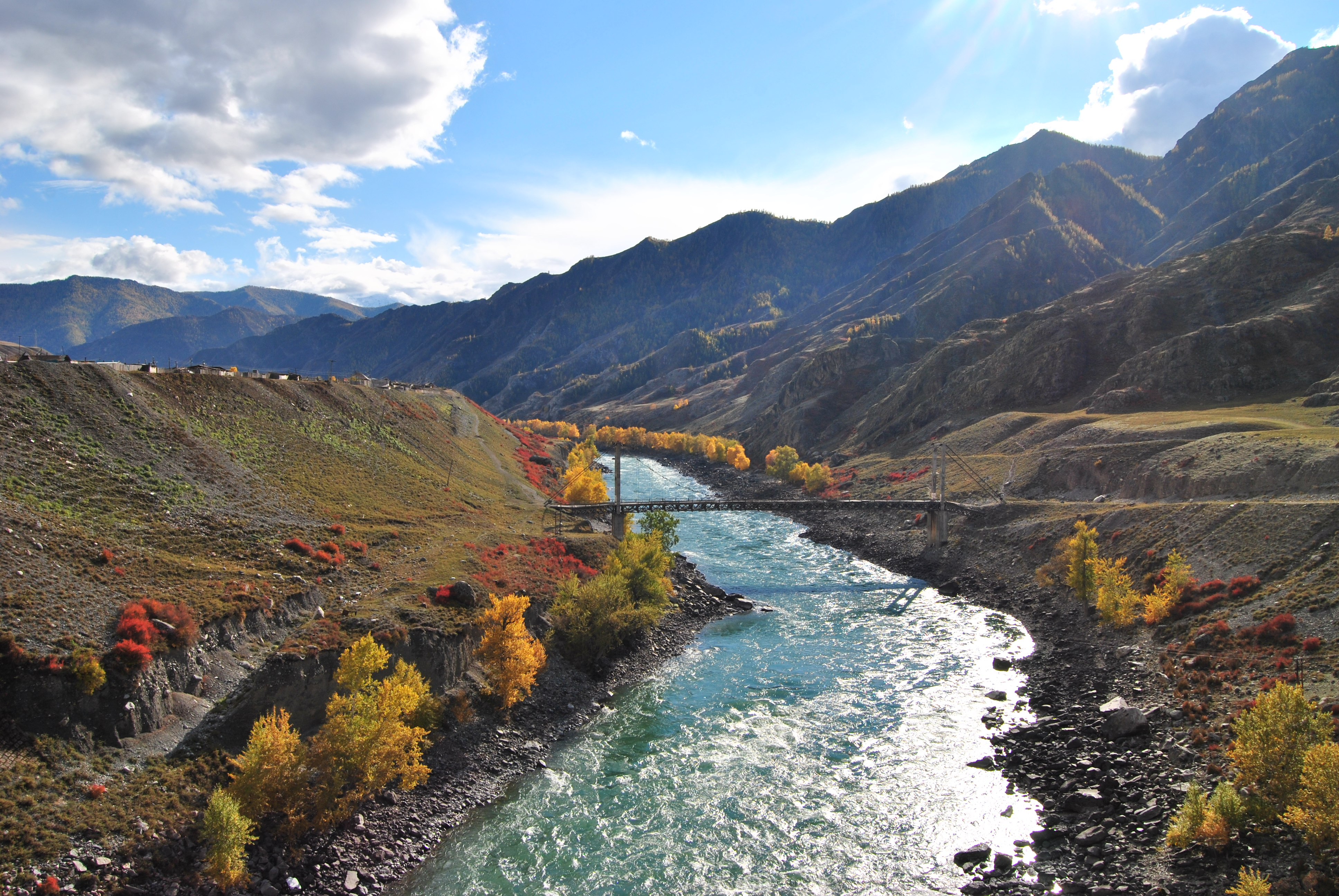
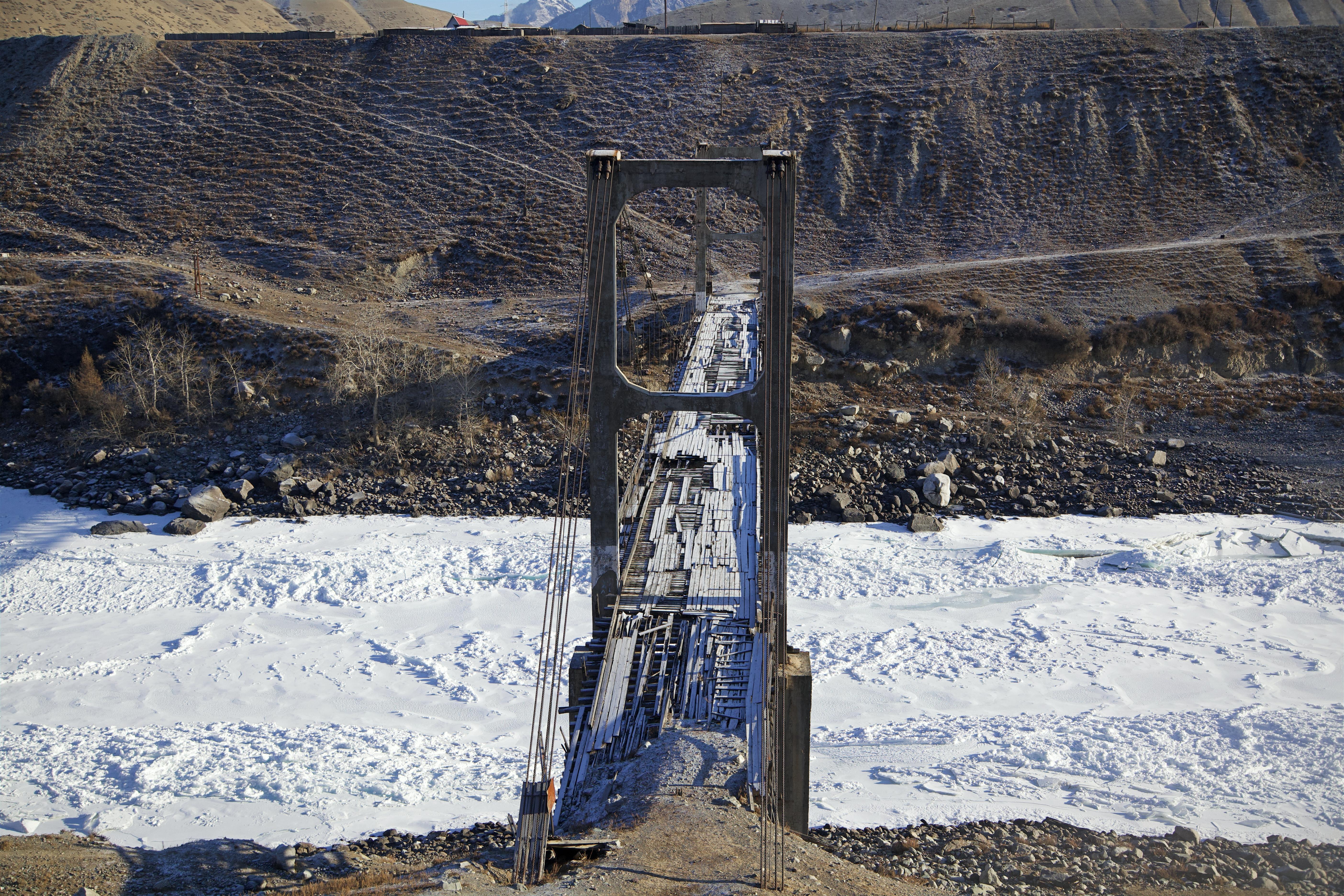
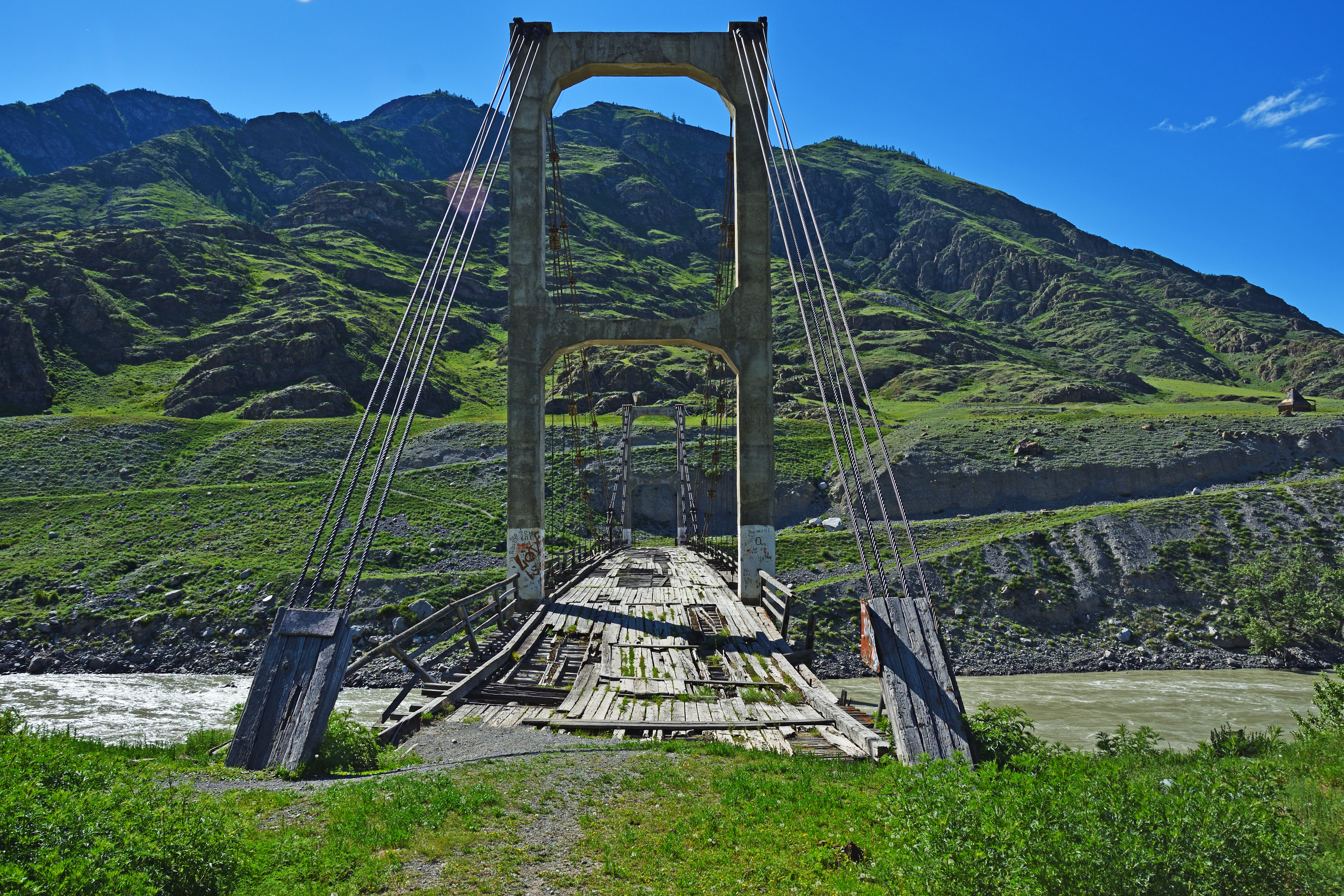
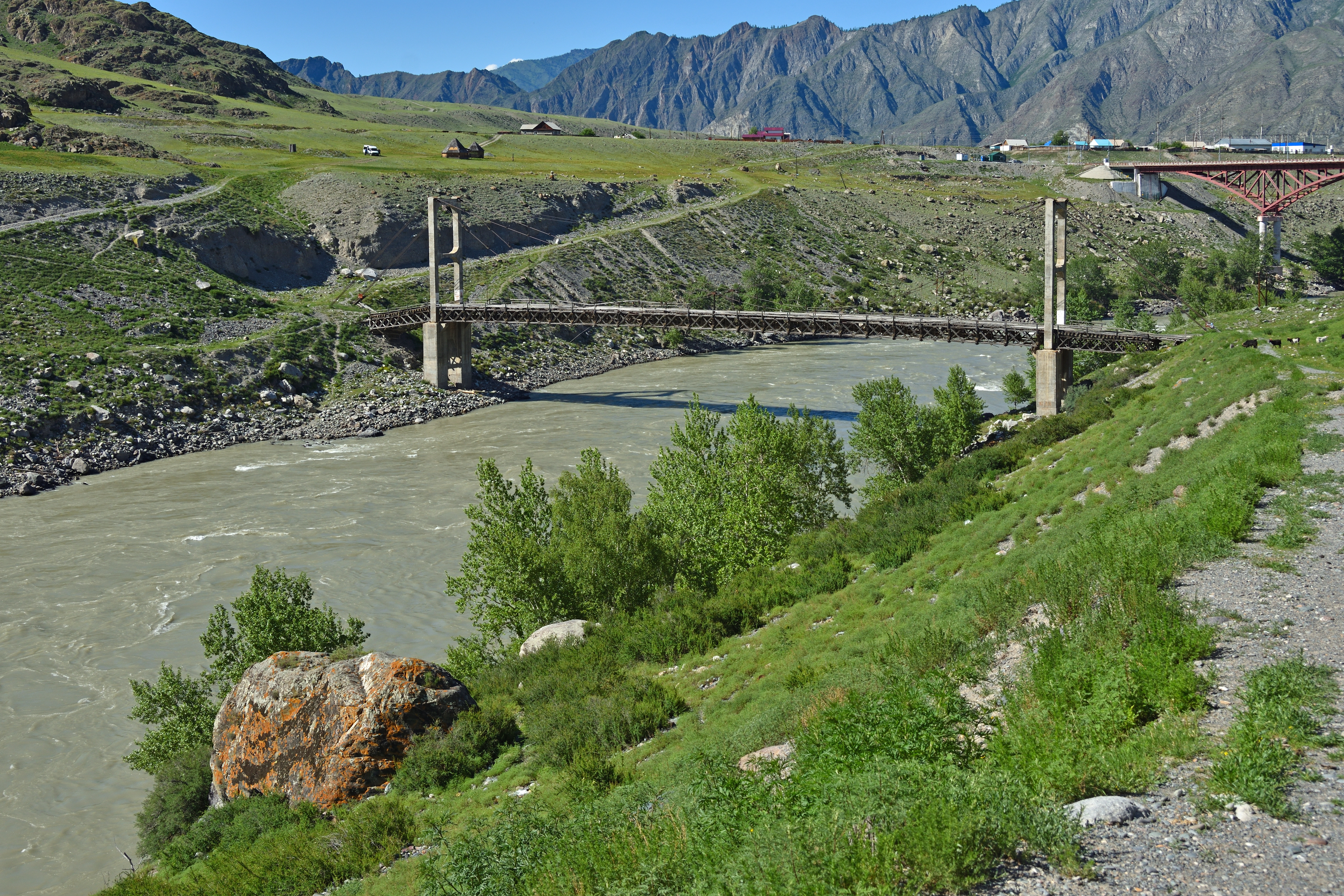
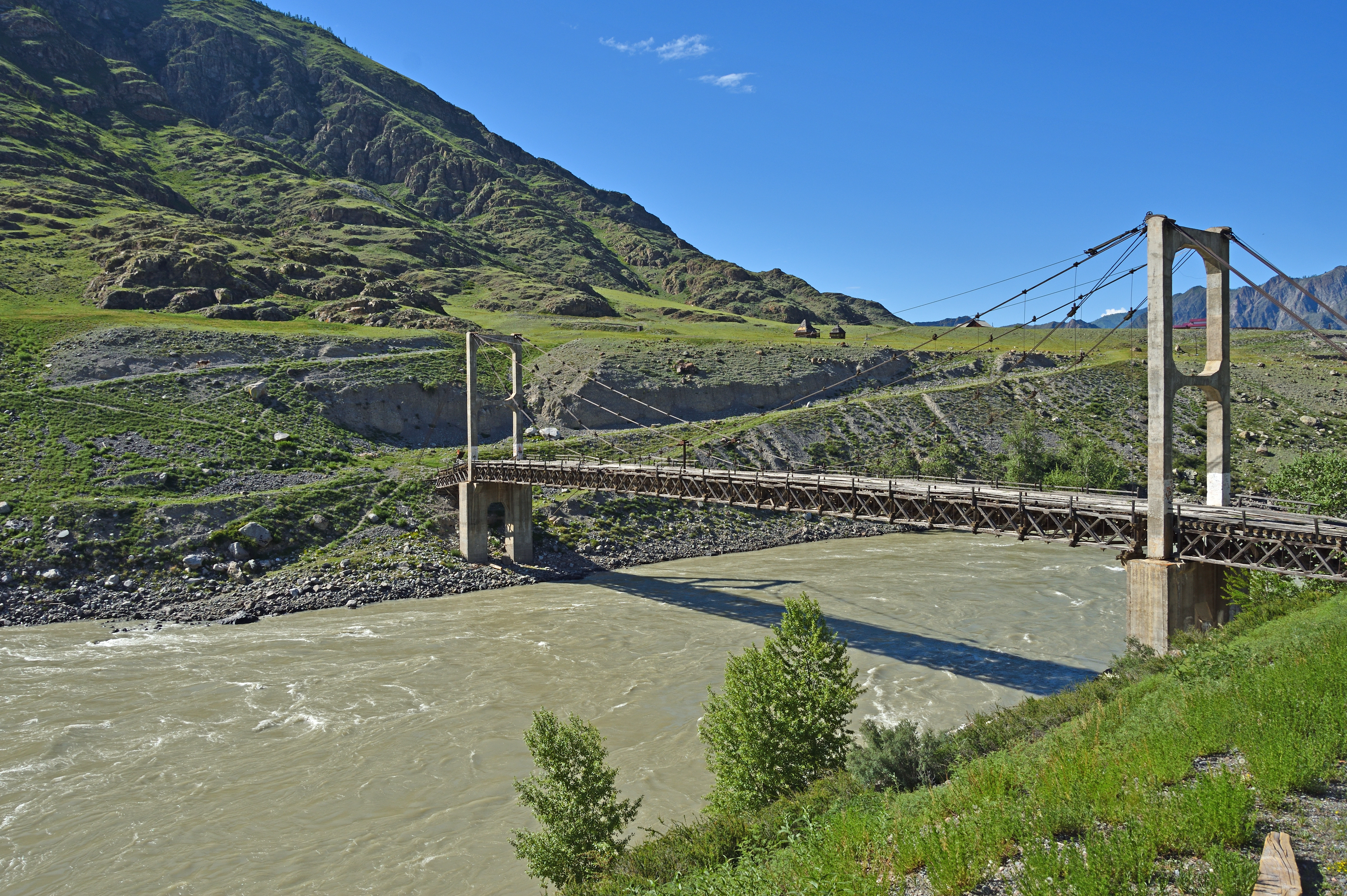
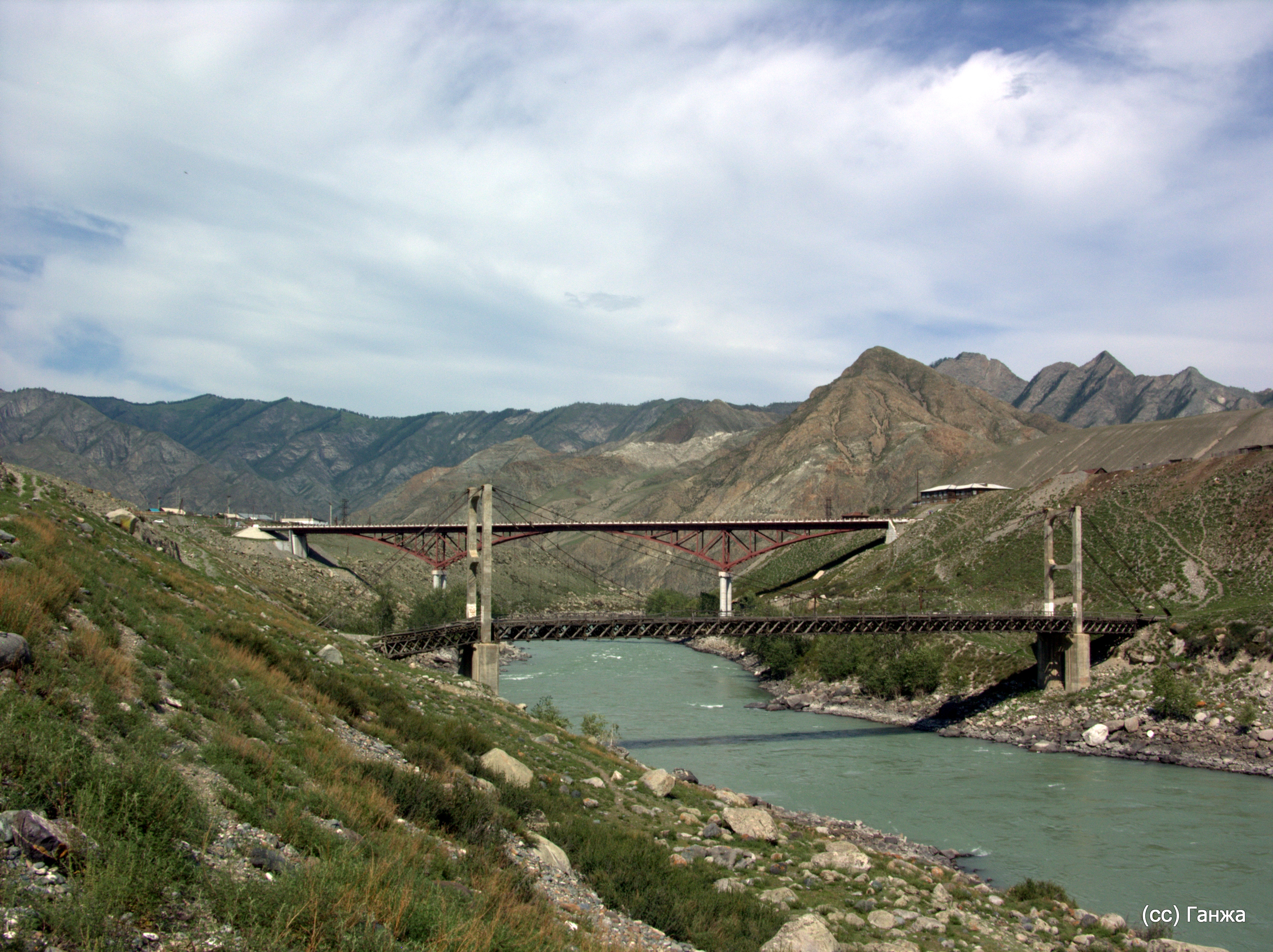
Ancien et nouveau pont (derrière).

### Documentation
: document utilisé comme source pour la rédaction de cet article.
- (ru) Ivegueni Gavrilov, « Подвесной мост через р. Катунь у с. Иня » [« Pont sur la rivière Katoun près du village d'Inia. »], vtourisme,‎ 12 janvier 2016 (lire en ligne).